# Torsten Lindqvist
Torsten Lindqvist, né le 2 décembre 1925 à Säffle et mort le 3 novembre 2002 à Uppsala, est un pentathlonien suédois.

## Palmarès

### Jeux olympiques
- 1952 à Helsinki
  -  Médaille d'argent par équipes [1]